# Derbent, Konya
Derbent là một huyện thuộc tỉnh Konya, Thổ Nhĩ Kỳ. Huyện có diện tích 333 km² và dân số thời điểm năm 2007 là 5819 người, mật độ 17 người/km².